# Yoga Iyengar
El yoga iyengar es el método de yoga que practican aquellos que siguen la enseñanza del maestro B.K.S. Iyengar, quien, junto con sus hijos Geeta S. Iyengar y Prashant S. Iyengar, dirigió el Ramamani Iyengar Memorial Yoga Institute en Pune (India) hasta su fallecimiento.
El término "yoga iyengar" (en inglés: "Iyengar Yoga") fue, en un principio, acuñado por los propios alumnos de B.K.S. Iyengar, para diferenciar su método de enseñanza del de otros profesores. Finalmente la expresión "Iyengar Yoga" fue registrada como marca denominativa (siendo B.K.S. Iyengar el titular de dicha marca, y, tras su fallecimiento, sus hijos Geeta S. Iyengar y Prashant S. Iyengar) para garantizar que solo los profesores autorizados por él (y, en su nombre, por las diversas asociaciones nacionales de yoga iyengar) pudieran enseñar el yoga usando dicha denominación.
La característica esencial del yoga iyengar es la intensidad con la que la atención ha de mantenerse presente al abordar la práctica de asana (posturas), pranayama (disciplina de la respiración) y pratyahara (actitud de introversión de los órganos sensoriales), tres de los ocho estadios del yoga descritos por Patañjali, los cuales, junto con la observación de yama y niyama (los preceptos morales y disciplinas éticas que conforman los dos primeros estadios) conducen al practicante a dharana (concentración), dhyana (meditación) y samadhi (estado superior de consciencia), los tres últimos estadios descritos por Patañjali, que suponen el resultado de la práctica de los cinco primeros.
Así, los ocho estados del patañjala-yoga se ven inmersos en la enseñanza de B.K.S. Iyengar, aunque el hincapié se haga en los estados de práctica (asana y pranayama), cuya técnica, basada en el alineamiento y la percepción de este, ha llevado Iyengar a su máximo nivel de refinamiento y desarrollo.
El objetivo del maestro es ofrecer un instrumento de anclaje mental en las diferentes acciones y movimientos que han de ser observados en la ejecución de cada postura y cada pranayama, para alcanzar la transformación mental necesaria sin la cual no será posible la práctica de la meditación. Como este proceso es largo (muchos años de práctica asidua), ha surgido el error de que la meditación no forma parte del yoga iyengar y que este consiste en una forma puramente física de yoga.

## Características del yoga iyengar

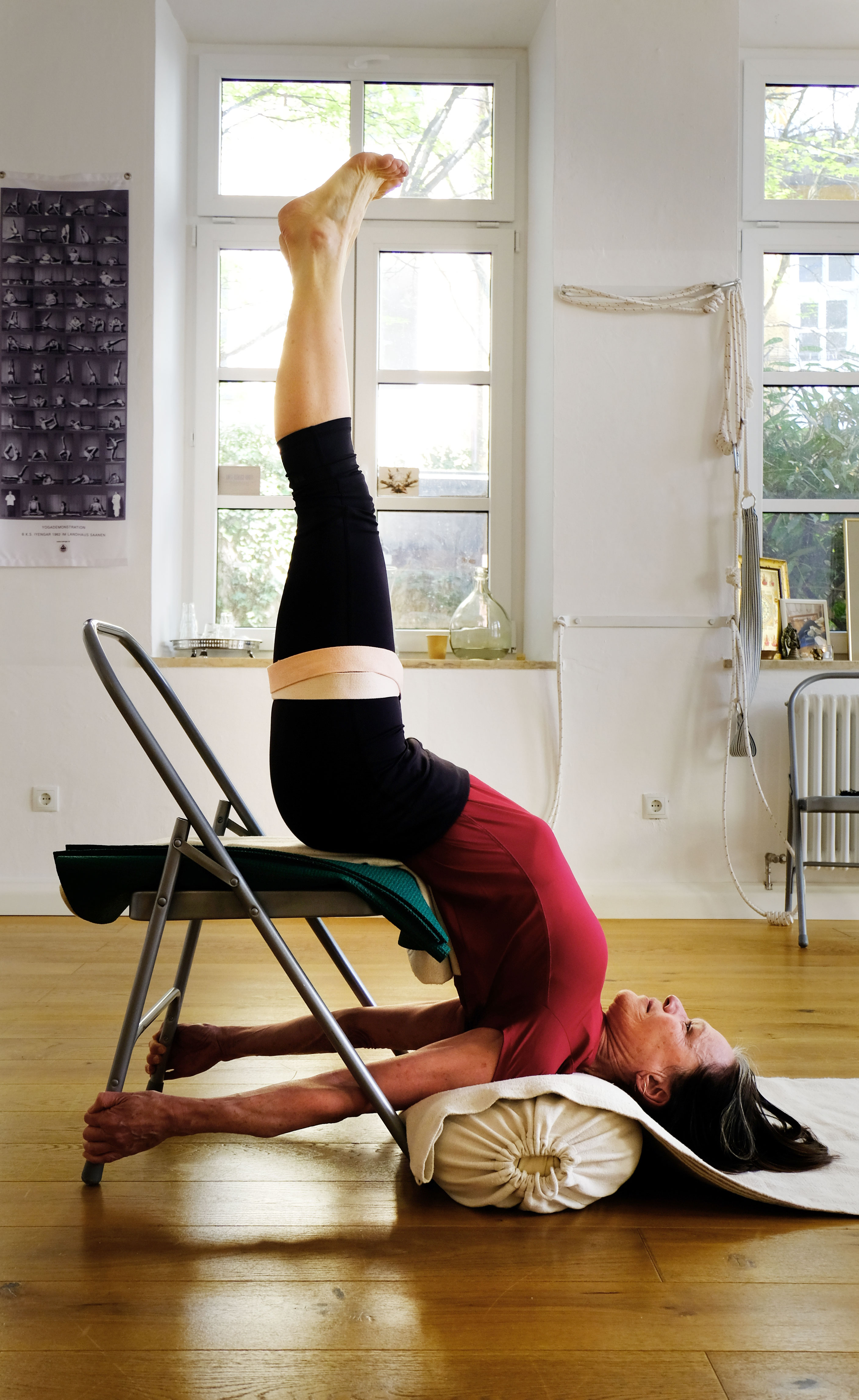
Uso de soportes

- Secuencia y permanencia. Las posturas se mantienen un tiempo determinado y se practican en un orden específico.
- Carácter pedagógico. Las distintas posturas, así como los detalles técnicos en cada una de ellas, se van introduciendo progresivamente, de acuerdo con el nivel del alumno, para que este pueda asimilarlas, y que no exista riesgo de lesión.
- Atención a las limitaciones. Para que personas con limitaciones físicas puedan realizar correctamente las posturas, el yoga iyengar se sirve de gran cantidad de soportes, como sillas, ladrillos de madera, cinturones y otros aparatos diseñados por Iyengar. Estos soportes se usan a menudo también, sin que existan impedimentos específicos, para intensificar los resultados de las posturas; se trata de «ejercicios» que acercan al practicante a la postura real.
- Aplicación terapéutica. Iyengar, tras décadas de práctica y estudio, confeccionó secuencias de posturas altamente beneficiosas para diferentes trastornos médicos y dolencias, tales como dolores de espalda, anemia, trastornos menstruales, hipertensión arterial, depresión, insomnio, estrés, etc.[3][4] Se requiere por parte de los profesores una alta cualificación para abordar estos problemas con sus alumnos.
- Profesores. Una clase de yoga iyengar es enormemente verbal y precisa, y en ella se corrigen activamente los errores de ejecución y alineamiento de los alumnos. Los profesores de yoga iyengar deben superar una rigurosa formación (que puede dirigir únicamente un profesor de titulación superior, autorizado expresamente por B.K.S. Iyengar para impartir formaciones de profesores). Esta formación culmina con un examen, organizado por la Asociación de yoga iyengar de cada país, que, de aprobarse, otorga el título de «profesor de yoga iyengar». Este título es el único reconocido por B.K.S. Iyengar para poder impartir su enseñanza, y los profesores que han obtenido esta titulación son incluidos en la lista oficial de profesores de la Asociación de yoga iyengar de su país, así como en el directorio internacional de profesores de la página web oficial de B.K.S. Iyengar.[5] Solo los profesores con esta titulación cuentan con los derechos de utilización del logotipo internacional de profesores de yoga iyengar y de la marca IYENGAR®, que son la garantía, de cara a los alumnos, de que realmente tienen el aval de B.K.S. Iyengar para impartir su enseñanza.  No obstante, y como indicado anteriormente, por sentencia judicial en España se puede utilizar el término “yoga iyengar” como descriptivo de un estilo para la impartición de clases, talleres, intensivos y cursos de formación de yoga iyengar, todo ello sin necesidad de autorización o pago.